# Tamulté de las Sabanas
Tamulté de las Sabanas  es una comunidad del estado mexicano de Tabasco, y se localiza en el municipio de Centro cuya cabecera municipal es la ciudad de Villahermosa, siendo la quinta población más importante del municipio después de las villas de Ocuiltzapotlan, Macultepec, Parrilla y Playas del Rosario.
Tamulté de las Sabanas es uno de los lugares más autóctonos del estado de Tabasco, ya que la gran mayoría de sus habitantes son de origen maya-chontal, y aquí se lleva a cabo una de las danzas más representativas y simbólicas del estado, reconocida a nivel nacional e internacional: la "danza del Caballito Blanco".
Tiene un territorio de 13,228 hectáreas y cuenta con 10 rancherías: La estancia, La Loma, El Alambrado, Aniceto, tocoal. Jolochero 1a y 2a sección, La Ceiba, La Manga y Rovirosa.
Se llega a este lugar al hacer una desviación de la carretera federal a frontera en un entronque al a comunidad chontal a mano derecha, en este lugar se habla la lengua Yokot´án que es la lengua materna del estado.
Sus colindancias son, al norte se encuentra el municipio de Centla, al sur con la ciudad de Villahermosa y con las villas Macultepec y Ocuiltzapotlan, al este con el poblado Chilapa Centla que es la más cercana a ella y al oeste con el municipio de Nacajuca.
En los alrededores hay ríos que rodean a Tamulté, como “el Jolochero” y “el Culebra”, que es donde nace el río Medellín, desembocando hasta el río Grijalva en el poblado Chilapa Centla.
Este lugar cuenta con todos los servicios públicos, como energía eléctrica, alumbrado público, agua potable, drenaje, escuelas públicas (primaria, secundaria, preparatoria, universidad), teléfono y televisión por cable.

## Toponimia
El nombre de Tamulté proviene del vocablo Tlamol-te-c, que significa "lugar de peones de labranza", mientras que la palabra "de las Sabanas" hace alusión al entorno geográfico en que se localiza la población, y le fue agregado para diferenciarla de otra población homónima llamada Tamulté de las Barrancas, que se localizaba muy cerca de la ciudad de Villahermosa y que hoy es una importante colonia de esta ciudad.
Otra aseveración, dice que Ta-MUL-té, significa lugar (ta) de árboles (té) amontonados (mul). Dicen unos que el nombre original de Tamulté fue Timukté: lugar (Ti) montañoso (te) para esconderse (muk). Antes Tamulté era una isla, es aquí donde los indígenas venían a esconderse cuando venían los rebeldes.

## Historia
Aunque se desconoce en que año los Maya-Chontales se establecieron y fundaron la población de Tamulté, se tiene conocimiento que dicha población fue conquistada por el segundo Alcalde Mayor de Tabasco Baltasar de Osorio Gallegos en 1527 iniciando ese año a pagar tributo con alimentos para los españoles avecindados en Santa María de la Victoria.
Posteriormente, Tamulté aparece en el primer mapa de la Provincia de Tabasco, elaborado por Melchor de Alfaro Santacruz en 1579. El mismo Alfaro Santacruz, menciona en su documento llamado "Relaciones Geográficas de Tabasco" que de los 300 mil indios que había en Tabasco solo quedaron 3 mil. Esta disminución de la población se debió a causa de las grandes enfermedades y pestilencias traídas por los españoles y al escaso crecimiento de la población. Ya que antes cada indio tenía de diez mujeres, pero con la llegada de los españoles y la evangelización sólo se podía tener una sola mujer, lo que evitó el crecimiento de la población.
Sus casas estaban hechas de caña y cubiertas de paja de guano. Según Melchor Alfaro Santacruz a los indios se les tenía por gentes inclinadas al mar que no hacían otra cosa si no era por temor o por fuerza.
En 1888 se construyó en esta población la iglesia dedicada a San Francisco de Asís, y que es considerada Monumento Histórico de México.

### Asentamientos mayas
A la desintegración de la cultura maya se establecieron una serie de etnias con diferentes culturas pero que lingüísticamente pertenecen a la familia Máyense. De esta ramificación pertenecen los Chontales de Tabasco.
Tres fueron los grupos principales que se asentaron en Tabasco: Los Mixe-Zoques (posibles descendientes de los Olmecas), los Mayas (representados por los chontales) y los Nahuas.
Según datos del Instituto Nacional Indigenista de 1990 (INI, 1993), el total de hablantes de lenguas indígenas en Tabasco es de 47,976 personas. Dentro de Tabasco viven varios indígenas: Chontales (Yokoyinik'ob; 49,143: 62.48%), Choles (Chol, 7,804:16.26%). Maya (1,239: 3%), Tzental (1,076: 2.24%), Zapoteco (916:1.90%), Náhuatl (602:1.25%), Zoque (333: 0.69%), Tzotzil (282: 0.58%), Mixe (97: 0.20%), Totonaca (84 =.17%) Y otros no especificados (5151:10.73%) (INI, 1993; 191 Y INEGI, 1990).
Los indígenas de la región fueron llamados por los nahuas como: "Chontales" que proviene de Chontallí que significa "extranjero", "bárbaros" o personas que habla mal, que tartamudea. Los hablantes del chontal se designan a sí mismos como Yokoyinik'ob, palabra compuesta por las raíces lingüísticas: Yoko: bonito, verdadero, bueno y Yinik: hombre, significado literalmente "HOMBRES VERDADEROS" (El sufijo 08 indica plural). La Lengua Chontal en sí se le denomina Yoko'tan, que quiere decir: YOKO: Verdadero TAN: palabra o lengua, idioma. Así que Yokot'an significa literalmente palabra o lengua verdadera.
Para entender mejor la vida de los Yokoyinik'ob, Broekhoven entrevistó a un anciano (10) de la villa que dijo:
“Tamulté de las Sabanas fue fundado posiblemente en el año de 1250 d. c."
Esta región conserva sus tradiciones y costumbres, siendo la más importante "La Leyenda del Bosque", cuya síntesis es la siguiente: tenía muchos dioses los Tamultecos, como ahora tienen Santos, la Virgen Asunción, María, Santa Lucía, La Virgen del Rosario, Buen Viaje, Cristo y el Patrono del Pueblo San Francisco de Asís. Tamulté de las Sabanas antes se llamaba Timukte de las Sabanas, era como isla, había poca gente, todo alrededor eran lagunas y bosque altos.

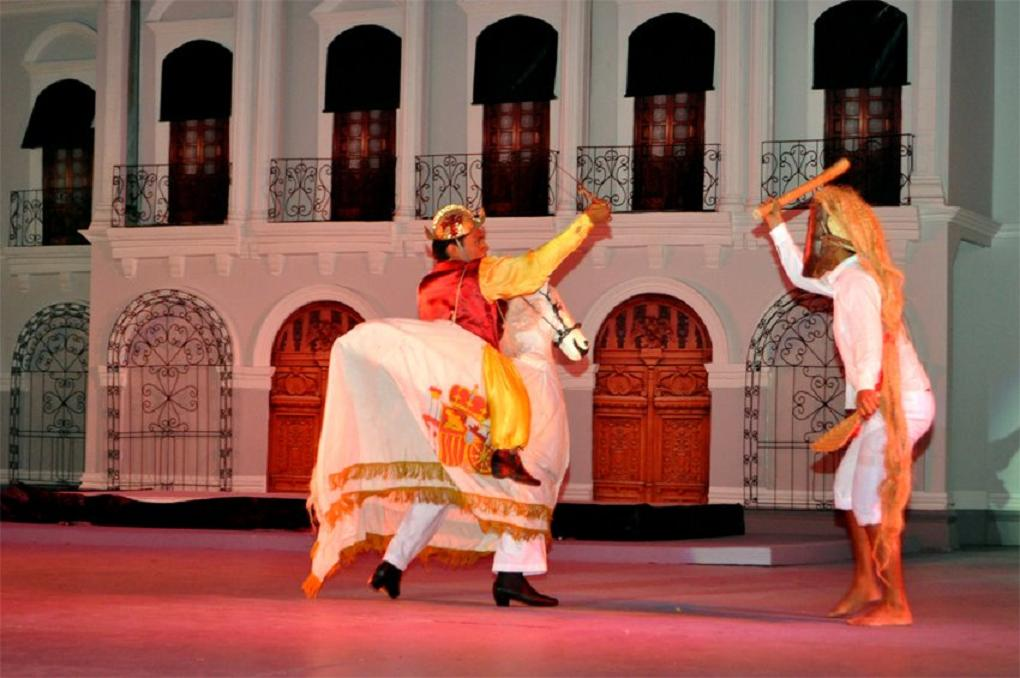
Representación de la "Danza del caballito blanco" originaria de Tamulté de las Sabanas.

Su Dios principal era Kintepec, que significa "Hombre Grande", Nukyinik el dios de la cosecha, en ese lugar sagrado acudían los indígenas chantajes a depositar sus ofrendas, era una loma en donde había 5 piedras monolíticas y ahí danzaban al ocultarse el sol hasta el amanecer del otro día. Los instrumentos musicales que utilizaban eran tambores de madera ahuecadas, sonajas, abanicos de palma, máscaras (kojob) imiy (flauta).
A la llegada de los españoles tuvieron un combate con nativos del lugar en el año de 1518. Como los indígenas no conocían al caballo, creían que era mitad hombre y mitad animal, es decir que representaban al mal.
"Al fundarse la iglesia católica en 1531, por mandato de la Santa inquisición que prohibía las idolatrías, los Tamultecos incluyeron en la religión cristiana la Danza del Caballito Blanco, que forma parte de las celebraciones religiosas dedicadas al santo patrón del lugar San Francisco de Asís. La Danza del Caballito Blanco significa la lucha del bien contra el mal, y al final de la danza se impone el conquistador blanco, frente al valeroso indígena, que muere peleando y defendiendo su origen".
Con la conquista y colonización que realizaron los españoles, Los Chontales fueron bruscamente despojados de todas sus tierras, creencias, tradiciones y costumbres condenados a vivir entre pantanos bajo situación desagradable.
La lengua Chontal es una manifestación de la familia Máyense, la cual consta con 28 lenguas diferentes en total. Al estudiar la cultura de Tamulté no se puede dejar atrás su lenguaje "El dialecto Chontal que es la manera de comunicarse de estas personas, por lo tanto, se considera de manera rápida algunos aspectos de este Lenguaje o dialecto.
Sobre las leyendas existen varias pero unas de las más relevantes es la leyenda del iskirinick que cuenta que por las noches pasa una sombra sobrevolando los techos de los habitantes de tamulte silbando un sonido escalofriante que si llegaras a escucharlo y usted responde con la misma sintonía este bajara hasta donde estas y se llevara tu alma para siempre.

### Fiesta Patronal a San Francisco de Asís

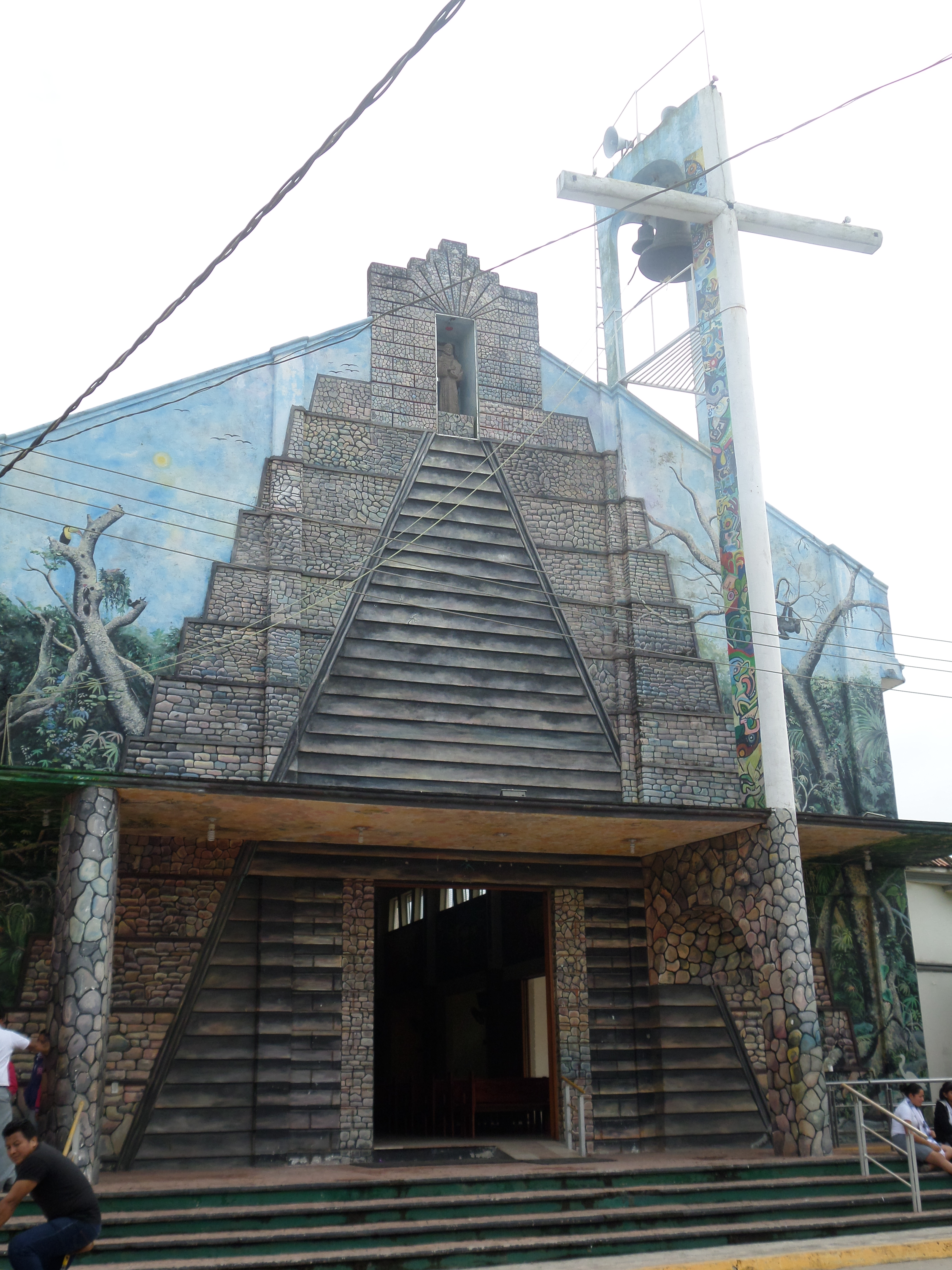
Iglesia de San Francisco de Asís, construida en 1888 y que es considerada Monumento Histórico de México.

La Fiesta Patronal de San Francisco de Asís, que culmina el 4 de octubre, va a precedida por varios ceremoniales que se realizan desde 15 días antes de esta fecha.
Del 18 al 23 de septiembre se realizan “peregrinaciones” o caminatas desde distintas rancherías, calles o colonias hasta la iglesia ubicada en el centro del poblado de Tamulté de las Sábanas, en ellas se hace entrega de la donación monetaria que reúnen los pobladores en esas comunidades organizadas, del 25 al 27 se llevan a cabo las novenas o “maromo” que consisten en la ofrenda de tamales, chorote, guarapo y velas en donde desde la casa de uno de los socios del mayordomo de la iglesia vienen en peregrinación hasta el templo para ofrecerle al santo patrono San Francisco de Asís su promesa y cuyos cargos son renovantes cada año.
Durante el traslado del "MAROMO" vienen acompañados de música típica de tambores y flautas y la tradicional "danza del caballito blanco" junto con un resandero ofreciendo en el caminar incienso hasta entrar, luego se realiza la ofrenda (maromo) rezando en lengua Chontal ofreciendo incienso y exponiendo en el altar del santo la comida típica que después de la misa se compartirá con el pueblo. También es importante destacar la tradición de las "ENRAMAS" ya que consiste en ofrecer al santo algunas ofrendas dentro de las cuales llevan plátanos, cocos, yuca, pavos y hasta reces.

## Economía
La localidad se dedica a la agricultura, la ganadería y la brujería con hechicería pero sin embargo cambio porqué ya la comunidad ha crecido aceleradamente y existe mucho comercio de diferentes giros. De igual forma su gente se ha superado profesionalmente, dando como resultado que haya personas preparadas en diversos perfiles profesionales, tan es así que la mayor profesión de los Tamultécos es la Docencia. Actualmente la Viila Tamulte de las sabanas su ganadería y agricultura es de auto-consumo esto debido a que en materia agrícola los campesinos dejaron de sembrar la tierra y optaron por cultivar el pasto para producción del ganado bovino y así convertir sus tierras en potreros. Al igual que la agricultura la ganadería es de auto consumo esto se debe a que en el año 2007 fue afectado una mayor parte de los terrenos ganaderos por la inundación. Se anegaron casi 9 mil hectáreas de pastizales y hasta la fecha aun sigue teniendo este problema gracias a que a la altura del Tular de la ranchería Buenavista 3 sección se abrió una escotadura de 200 metros de ancho al río Grijalva como ventana de alivio para las próximas inundaciones, la entra de gran cantidad de agua hacia el ejido José G. Asmitia hace que las tierras sean improductivas ya que esas aguas no tienen una salida por lo que quedan estancadas durante todo el año.

## Urbanismo
Es una comunidad totalmente urbanizada, cuenta con todos los servicios, de hecho, es uno de los asentamientos indígenas más urbanizadas junto con Villa Vicente Guerrero y Benito Juárez (San Carlos); cuenta con dos jardines de niños: "Benito Juárez" y "Blancas Mariposas"; 2 primarias: "Lic. Carlos A. Madrazo Becerra" y la Primaria "Lic. Benito Juárez". La secundaria Técnica n.º 7. El Plantel n.º 25 del Colegio de Bachilleres de Tabasco, 1 universidad Intercultural. En sus alrededores cuenta con escuelas bilingües.

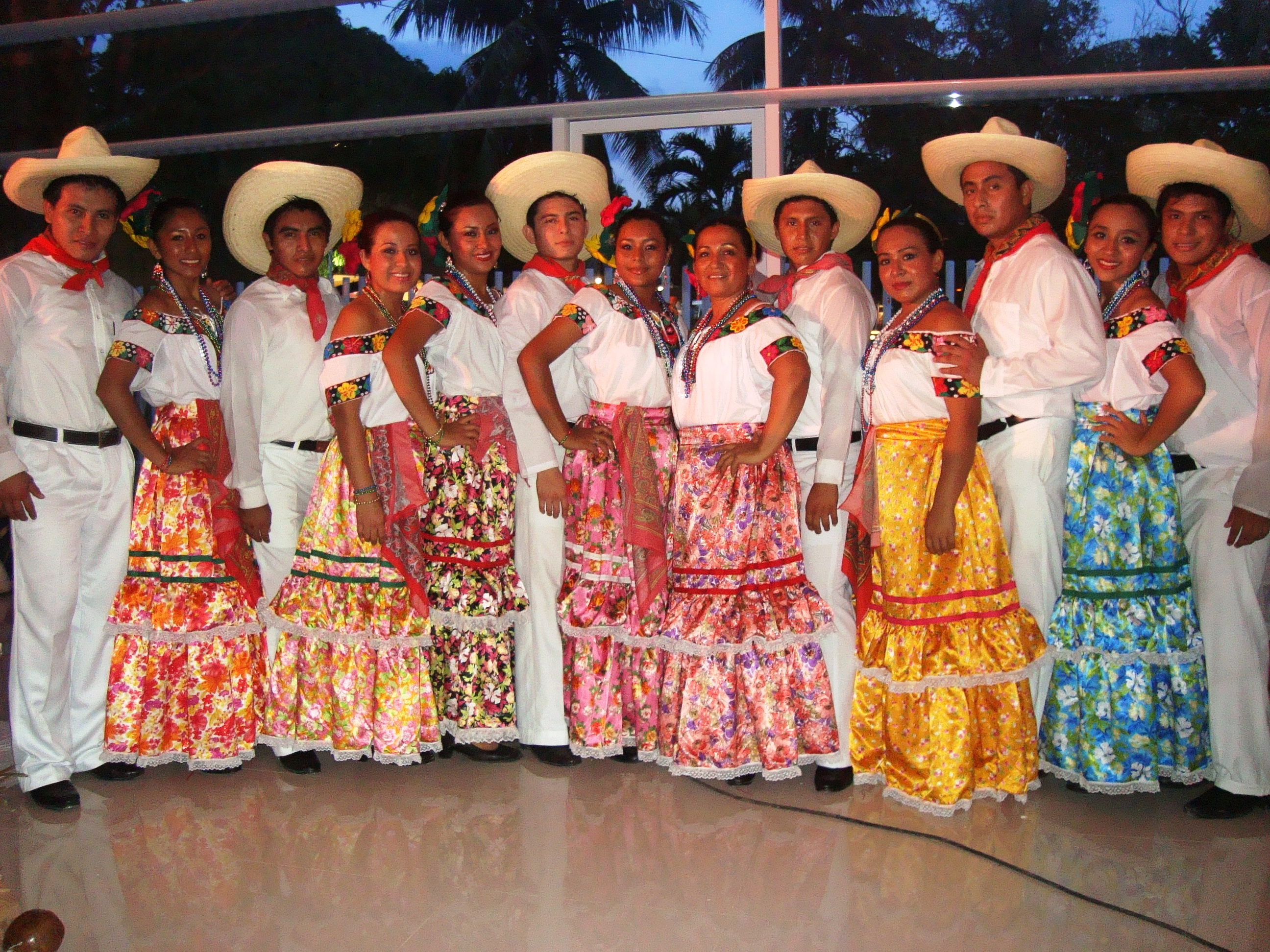
El Ballet folclórico indígena de Tamulté de las Sabanas, es de los más representativos de Tabasco.

Su mercado es muy tradicional, ya que podemos encontrar, además de lo básico como carnes, aves y pescado, productos típicos del pueblo como totoposte (torilla dorada y muy delgada del tamaño de una pizza grande elaborado a base de maíz, coco, camote o yuca) tamalitos de carne desebrada (maneas), de masa colada o de presa (llamados tamálip), hierbas para la comida o para curaciones, amarres, muñecos vudú, cabezas de gallina muerta, entre otros productos, únicos de la región.
La villa cuenta con calles pavimentadas, servicio de energía eléctrica, teléfono (hilado y celular), tv cable, 2 líneas de transporte, comercios de todo tipo: textiles, aborrotes, farmacias, materiales de para construcción, talabartería, centros de computo (los comúnmente llamados cibers), en general casi con todos los servicios.

## Servicios
Cuenta con todos los servicios y carreteras bien pavimentadas de hecho está localizado en un tramo entroque más adelante de la entrada de Macultepec hay un ramal que pasa directamente a Tamulté de Las Sabanas por lo que esta población se ha consolidado como centro comercial de indígenas.
Tamulté de las Sabanas cuenta con la Biblioteca pública Municipal “José G. Asmitia”. La Biblioteca Pública, además de satisfacer la necesidad de información, debe ser uno de los pilares más importante para el fomento del hábito a la lectura.

## Cultura
Tamulté de las Sabanas es una de las poblaciones más autóctonas de Tabasco, al concentrar una gran mayoría de población indígena chontal. Por lo anterior, cuenta con un importante acervo cultural, representado por danzas, tradiciones, artesanías y su rica gastronomía chontal. Desafortunadamente y actualmente hay pocas personas que dominan el dialecto chontal, los jóvenes de tamulte prefieren hablar el español a su dialecto nativo, por lo que una minoría de personas de la tercera edad aun lo practican. En la ranchería Rovirosa, ahí sí es donde una mayor parte de la población entre niños, jóvenes y principalmente adultos sí hablan y entiende el dialecto chontal y se practica cotidianamente esto se debe a que en esta ranchería Rovirosa hay un mayor porcentaje de marginacion en comparación con la villa Tamaulte de las Sabanas. con esto se entiende que la villa Tamulte de las Sabanas hay menos grupos chontales en comparación con la ranchería rovirosa. Algo que caracteriza a la población de tamulte de las sabanas es su idiosincrasia en su forma de actuar ante el ambiente. 
Dentro de las danzas figura la Danza del caballito blanco que es de las más representativas de Tabasco. La villa cuenta con el " Ballet Folclórico Indígena" el cual es de los más importantes del estado, e incluso se ha presentado en muchos lugares de la República Mexicana.

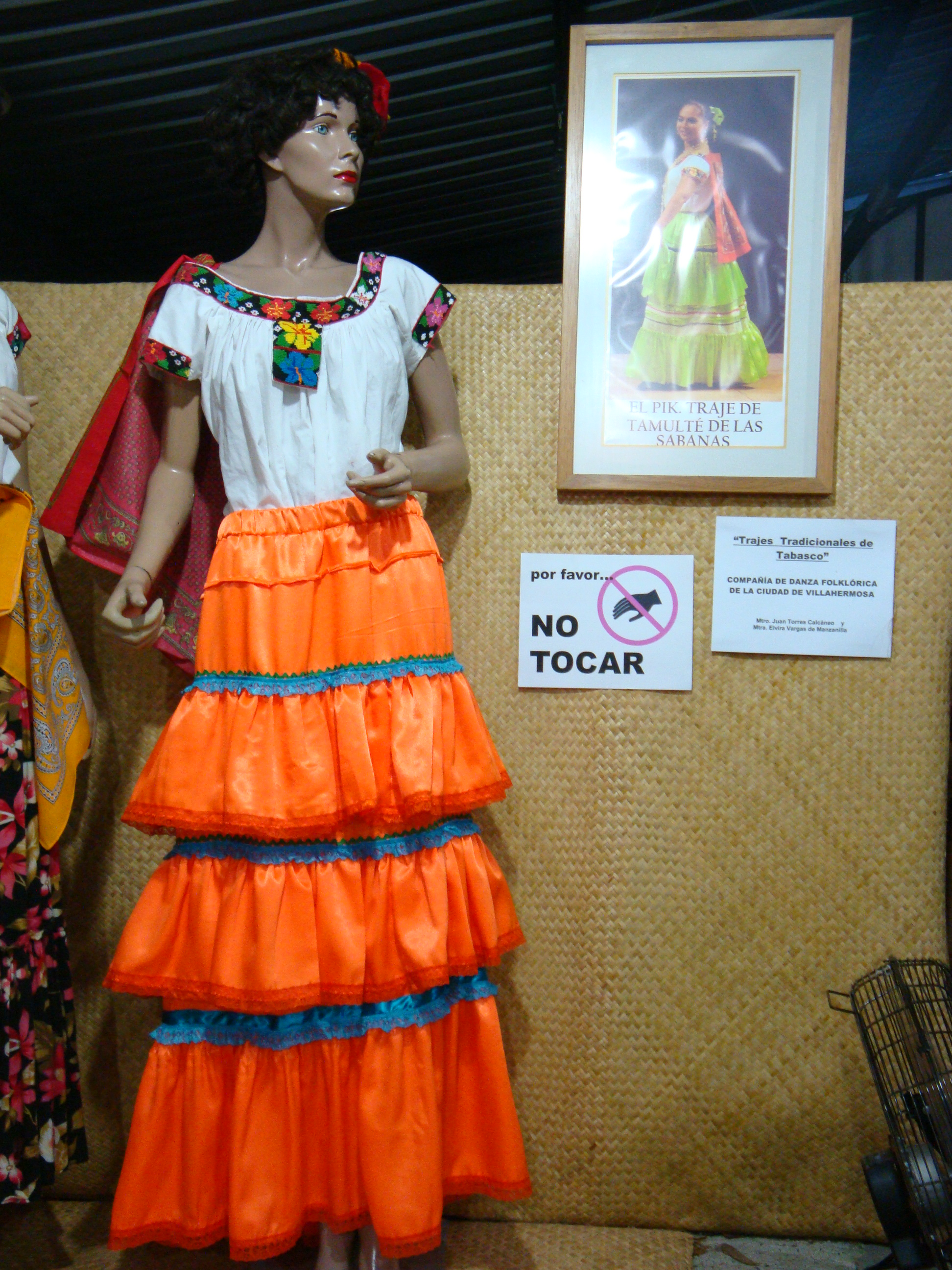
El Pick, traje tradicional de Tamulté de las Sabanas.

Dentro de la variada y extensa gastronomía indígena chontal con que cuenta Tamulté de las Sabanas, destacan: el chirmol de pejelagarto (ichir-ibam), los tamales colorados de pavo (chkbe'wáj de píyo), los tamales de frijol con chicharrón (Bew-rbú' t'o) y los plátanos sancochados (chapä ja'as).

### Traje tradicional
El traje tradicional de Tamulté de las Sabanas, llamado "Pik" consta de blusa color blanca de cuello ovalado hasta los hombros, lleva en los bordes de escote y mangas una tira bordada en punto de cruz con motivos florales colores alegres sobre fondo oscuro. La falda es larga y puede ser en color naranja o verde limón, y es consta de tres capas sobrepuestas, al inicio de cada capa lleva una olan color azul, y cada capa está rematada con un olan del mismo color que la falda. Se usan como accesorios, un paliacate extendido color rojo sujetado al hombro, moño del color de la falda en el cabello y zapatos negros cerrados de tacón bajo.

## Arte
El tesoro de Tamulté, arte desde el trópico es una de la experiencia vivencial y pedagógica del pintor cubano Leandro Soto Ortiz, en un proyecto artístico cultural desarrollado en la zona indígena chontal de la Villa Tamulté de las Sabanas, Tabasco, México, si bien desde sus inicios se adoptaron técnicas del método de la Dra. María Montessori en los talleres de arte para niños, al ir evolucionando se integraron y crearon nuevos paradigmas pedagógicos. Aunado a la práctica del quehacer diario, se generó una educación integral y armoniosa que ahora sirve a los participantes-y a todos los que se vinculan con el mismo-a adquirir nuevos conocimientos que estimulan la creatividad y la resolución de problemas. En la actualidad ya no existe, el taller de creación era un proyecto que vivía en cada uno de los integrantes como una llama que se transmitía de una a otra persona, abriendo nuevos horizontes a los infantes y jóvenes que allí convergían. En ese taller, se ilustraban ejemplos consignados por el maestro Leandro Soto, la libertad es un principio insoslayable ya que sólo se pretendía desarrollar tres capacidades básicas: la del aprendizaje, la de la adaptación y la de la innovación. Y todo con el afán de formar individuos que puedan llevar estas capacidades no sólo a los niveles del arte en general, sino también de la propia vida cotidiana. Porque ahí se mostraba cómo el arte, utilizado como pretexto, fomentaban ciertos valores que quizá no se encuentren del todo dentro de las prácticas culturales de la comunidad pero que, al ser adquiridos, se volvían parte de la misma. Otra virtud de esta obra, es que se tiene la sensación de leer un reporte antropológico, un ensayo pedagógico o el diario de un artista asombrado con una nueva realidad, todo esto en su conjunto produce una lectura amena, fluida y tierna con las anécdotas y descripciones del encuentro indígena.  ir preparando el terreno para que se asimilen las fórmulas, secretos y técnicas que llevará  a humanizarse con el México oculto, a valorar más el hecho artístico y hasta querer fundar un taller artístico   así como para los interesados en conocer rasgos culturales y maneras distintas de concebir la realidad y el arte indígena que desde del trópico tabasqueño se lanza para cautivar al mundo.

## Localización
Tamulté está a 40 km de Villahermosa y de Macultepec-Ocuiltzapotlan a 20 km.